# Геннеп, Арнольд ван
Арнольд ван Геннеп (фр. Arnold van Gennep, 23 апреля 1873, Людвигсбург, Королевство Вюртемберг — 7 мая 1957, Бур-ла-Рен, Франция) — французский этнограф и фольклорист. Президент общества французских этнографов (1952—1957), основатель ряда этнографических изданий. Автор многочисленных трудов по общей этнографии и этнографии Франции; первым из французских этнографов применил метод этнографического картографирования.

## Биография
Родился в семье французского иммигранта и лейтенанта при дворе в Королевстве Вюртемберг; мать происходила из семьи голландского патриция. Когда Арнольду было шесть лет, его родители развелись, и мать сыном переехала во Францию, где через несколько лет вышла замуж за врача. 
Против воли отчима учился в Национальной школе восточных языков (где изучал египтологию и арабский язык) и Практической школе высших исследований при Сорбонне — получил подготовку в области общей лингвистики, древнеарабского языка, египтологии, ислама, религии первобытных народов. В 1890-х годах, когда ван Геннеп приобщался к научным исследованиям,  во Франции наибольшим авторитетом пользовалась социологическая теория Эмиля Дюркгейма, поддержанная Клодом Леви-Строссом. Пребывание в Восточной Европе (Польша, 1897—1901) после женитьбы,  расширило его кругозор, он освоил польский и русский языки. Возвратившись во Францию, с 1901 года он возглавил отдел переводов Министерства сельского хозяйства. С 1907 по 1914 г. работал секретарём в Международном институте этнографии и социологии. В 1912—1915 годы  А. ван Геннеп заведовал кафедрой этнографии в швейцарском городе Невшатель. Независимый характер  учёного не позволял ему идти по пути тривиального университетского профессора того времени, когда преподаватели формировали из студентов себе подобных специалистов. Он не примыкал ни к одному модному течению в науке и оставался верен своим убеждениям. Независимый нрав и абсолютная честность привели к тому, что ван Геннеп потерял профессорское место: в годы Первой мировой войны он во всеуслышание заявил, что швейцарское правительство не соблюдает объявленный нейтралитет. За это он был изгнан из Швейцарии и вернулся во Францию. Самостоятельность научной позиции стоила ван Геннепу научной карьеры — он всегда оставался вне официальных научных учреждений, зарабатывал на жизнь переводами, журнальными публикациями, издательской деятельностью.

## Профессиональные интересы и занятия
Через все творчество Арнольда ван Геннепа проходит четко сформулированное понимание фольклора и этнографии, которые для него -  неразделимые. Этнография - область знания, которая призвана изучать жизнь коллектива (согласно установкам того времени — коллектива сельских жителей), выявляя пережиточное состояние традиций, но не отрицая и включение в них новых форм (т.е. явлений, которые мы называем инновациями). По его мнению, этнография изучает генезис человеческой культуры, служит своего рода введением в общую культурологию (отсюда и его «биологизированная» лексика: «эмбриологический метод», т.е. метод происхождения, изначального состояния). Этнография, по мнению  учёного, «стремится распознать отправной пункт искусств, технологий, учреждений, способов чувствовать и думать, говорить и петь; именно она создает основы, на которых затем воздвигается благодаря другим отраслям знаний точное и полное познание человечества — человека думающего и действующего» . В книге «Фольклор» ван Геннеп сформулировал своё понимание фольклора: фольклор это наука, методом наблюдений изучающая живые факты в естественной среде (подобно тому как биологи изучают живые организмы).
Ближе всех ученому был сравнительный метод английской антропологической школы, из которых наиболее ярким был Джеймс Фрэзер  — автор знаменитой «Золотой ветви» (по мнению Дж. Фрэзера, умственное развитие человечества проходило последовательно стадии магии, религии и науки). По мнению А. ван Геннепа, чтобы понять сущность общественного бытия, надо принимать во внимание человека, а не общество. Этого тезиса ван Геннеп придерживался по отношению к самым различным этнографическим реалиям: легендам австралийцев, песням савояров, становлению государственного строя.
На первом этапе научной деятельности ван Геннеп отдал дань обычному для специалистов того времени интересу к так называемым малоцивилизованным, экзотическим народам. На втором этапе он сосредоточился на обычаях, обрядах, народном творчестве сельских жителей разных провинций Франции.
Тотемизм он рассматривал как необходимое условие для существования общественной группы. Её общность поддерживается верой в родственную связь, соединяющую группу физических либо социальных родственников, с одной стороны, и предмета, животного, растения и т.п. — с другой весь комплекс верований и ритуалов, связанных с тотемизмом, имеет и позитивные аспекты (включение в группу через определённые церемонии), и негативные (запреты, тяготеющие над членами тотемной группы). Ван Геннеп указывал на территориальные права тотемической группы. Отсюда его рассуждение о том, что любое сообщество (начиная с тотемной группы, включая племя, городскую округу, вплоть до государства) ставит перед собой одну и ту же цель: обеспечить внутреннюю связь и продолжительность жизни данного сообщества, несмотря на тенденцию к сепаратизму, исходящую от групп более мелкого порядка — семьи, клана, касты, другими словами, уравновесить центробежные и центростремительные силы.
Таким образом, ван Геннеп, верный своим принципам, расставляет факты не по хронологической шкале, а в зависимости от общего смысла — укрепления сообщества в целом и каждого из его подразделений в частности. Он не отрицает возможности инноваций, которые могут быть жизненны только в той мере, в какой способны интегрироваться в систему. Но главное, что интересует  учёного, — механизмы, которые позволяют жить и развиваться любому сообществу.

## Достижения
Книгу «Обряды перехода» А. ван Геннеп считал главной среди своих многочисленных произведений. «„Обряды перехода“ — это часть моего существа», — говорил он.
Книгу открывают общие соображения ван Геннепа об обрядах перехода (гл. I): он предлагает свою классификацию обрядов, выделяет культурные оппозиции: мир профанный — мир сакральный, обряды позитивные (разрешающие) — обряды негативные (запрещающие), действия прямые — действия косвенные и т.д. Разбираются различные приемы магии.
Следует обратить внимание на введенное ван Геннепом понятие «вращение» (pivotement букв, «полный оборот вокруг оси»), т.е. изменение сакрального на профанное и наоборот в зависимости от конкретной ситуации. Это тоже один из видов перехода, так как каждый человек в течение жизни оказывается обращенным то к сакральной стороне бытия, то к профанной.
Чередование ритуалов, которому другие исследователи не придавали значения, понимается ван Геннепом как магический момент, важный для всего обрядового комплекса.
Действительно, ван Геннеп сумел организовать массу сведений из жизни самых различных народов, подчинив их определённой схеме. Отдельная культурная система несопоставима с другой в целом, но факты, элементы поддаются формальному анализу и классификации.Многие из тех обрядов, которые избрал объектом изучения ван Геннеп, подвергались описаниям и интерпретациям других специалистов. Их работы ни в коем случае нельзя отвергать. Важно только подчеркнуть, что ван Геннеп, не претендуя на формулирование теории, разработал систему, применяя которую можно определить внутреннюю связь между обычаями. Каждый обряд, указывал исследователь, состоит из цепи определённых действий, которые должны быть исполнены в установленном порядке. Только при соблюдении этого условия можно говорить об оформленном и совершенном обряде. Суть чередования заключается в отделении (отлучении, исключении) от одного состояния, в промежуточном состоянии и во включении (приеме, агрегации) в новое состояние. В этом заключается новаторская мысль ван Геннепа. Отсюда и его популярность.
Сущность многочисленных обрядов перехода заключается в следующем: каждый человек в течение своей жизни проходит ряд этапов — переходит от одного состояния к другому. Такая последовательность, оформленная в систему обязательных ритуалов, существует во всех обществах, независимо от их традиций и степени продвинутости в развитии экономики и политики.
Исследовательский метод ван Геннепа, который был применен в работе над книгой «Обряды перехода», автор называл «методом чередований» (méthode de séquences) и толковал его следующим образом: «обряд, или общественное действие, не имеет раз и навсегда заданного смысла: смысл изменяется в зависимости от действий, которые предшествуют обряду, и тех, которые следуют за ним. Следовательно, можно сделать вывод: для того чтобы понять обряд, социальный институт или технологический прием, его нельзя произвольно вырывать из обрядовой, общественной или технологической целостности. Каждый элемент этой целостности следует рассматривать в его связях с её другими элементами» .
Требование находить каждому действию или верованию логическое место в обрядовой совокупности стало для ван Геннепа главным в его дальнейшей исследовательской деятельности. Любой человек последовательно переходит из одного возраста в другой, и в результате этого происходят изменения в его личной жизни, семье, среде сверстников, социальной группе, общественном статусе и проч. В культуре многих народов ван Геннеп обнаружил систему обрядов, утверждающих эти переходы. Идеи Арнольда ван Геннепа о стадиях ритуалов перехода  в дальнейшем были развиты Виктором Тернером, который  исследовал  лиминальные периоды сообществ и состояния коллектива.

## Основные труды
- «Табу и тотемизм на Мадагаскаре» («Tabou et totémisme à Madagascar», 1904),
- «Мифы и легенды Австралии» («Mythes et Légendes d'Australie», 1905), 3. «Формирование легенд» («La formation des Légendes», 1910);
- «Гомеровский вопрос» («La question d'Homère», 1909).
- «Обряды перехода» («Les rites de passage», 1909).
- «В Савойе от колыбели до могилы» («En Savoie: du berceau à la tombe», 1916).
- «Фольклор» («Le folklore», 1924)..*7. «Фольклор Дофине» («Le folklore du Dauphiné»).
- «Фольклор Бургундии» («Le folklore de la Bourgogne»).
- «Фольклор Фландрии и Эно» («Le folklore de la Flandre et du Hainaut»).
- «Фольклор Оверни и Веле» («Le folklore de l'Auvergne et du Velay»).

Книги на русском языке
- Обряды перехода : Системат. изучение обрядов / Арнольд ван Геннеп; [пер. с фр. Ю. В. Ивановой, Л. В. Покровской]. — М. : Вост. лит. РАН, 1999. — 198 с. — (Этнографическая библиотека / Рос. акад. наук. Ин-т этнологии и антропологии им. Н. Н. Миклухо-Маклая) (Университетская библиотека / Культурология). — ISBN 5-02-018038-6.
  - М. : Вост. лит. РАН, 2002.